# Borboropactus palaniensis
Espèce
Borboropactus palaniensis est une espèce d'araignées aranéomorphes de la famille des Thomisidae.

## Distribution
Cette espèce est endémique du Tamil Nadu en Inde,. Elle se rencontre vers Kodaikanal.

## Description
La femelle holotype mesure 7,0 mm.

## Systématique et taxinomie
Cette espèce a été décrite par Benjamin en 2024.

## Étymologie
Son nom d'espèce, composé de palani et du suffixe latin -ensis, « qui vit dans, qui habite », lui a été donné en référence au lieu de sa découverte, les Palani Hills.

## Publication originale
- Benjamin, 2024 : « A review of some crab spider species of the genus Borboropactus Simon, 1884 (Araneae: Thomisidae) with descriptions of two new species. » Revue Suisse de Zoologie, vol. 131, no 2, p. 267-277.